# Laine Erik
Laine Erik, po mężu Kallas (ur. 21 kwietnia 1942 w Särevere, zm. 6 października 2024) – estońska lekkoatletka, biegaczka średniodystansowa, mistrzyni uniwersjady, dwukrotna olimpijka. Podczas swojej kariery startowała w barwach Związku Radzieckiego.

## Kariera sportowa
Specjalizowała się w biegu na 800 metrów. Zajęła 6. miejsce w finale tej konkurencji na igrzyskach olimpijskich w 1964 w Tokio.
Zwyciężyła w biegu na 800 metrów na uniwersjadzie w 1965 w Budapeszcie oraz w finale A pucharu Europy w 1967 w Kijowie. Odpadła w półfinale tej konkurencji na igrzyskach olimpijskich w 1968 w Meksyku.
Laine Erik była mistrzynią Związku Radzieckiego w biegu na 800 metrów w 1964, 1967 i 1968 oraz brązową medalistką na tym dystansie w 1965 i w biegu na 400 metrów w 1967.
9 września 1967 w Kijowie ustanowiła rekord ZSRR w biegu na 800 metrów czasem 2:03,6. Był to najlepszy wynik w jej karierze.